# Brenneholmen (Kvinnherad)
Ne doit pas être confondu avec Brenneholmen.
Brenneholmen, est une île dans le landskap Sunnhordland du comté de Vestland. Elle appartient administrativement à Kvinnherad.

## Géographie
Rocheuse et désertique, à fleur d'eau, elle s'étend sur environ 154 m de longueur pour une largeur approximative de 90 m.